# دم تنگ پوتو
دم تنگ پوتو، روستایی از توابع بخش میداود شهرستان باغ‌ملک در استان خوزستان ایران است.

## جمعیت
این روستا در دهستان سرله قرار دارد و براساس سرشماری مرکز آمار ایران در سال ۱۳۸۵، جمعیت آن ۸۶ نفر (۱۹خانوار) بوده‌است.